# Classe Bismarck (1877)
Pour les autres classes de navires du même nom, voir Classe Bismarck.
La classe Bismarck était une classe de six corvettes construits pour la Kaiserliche Marine à la fin des années 1870.

## Navires de la classe
| Nom       | Constructeur                    | Lancement         | Mise en service  | Destin |
| --------- | ------------------------------- | ----------------- | ---------------- | --- |
| Bismarck  | Norddeutsche Schiffbau AG, Kiel | 25 juillet 1877   | 27 août 1878     | Retiré du service le 21 septembre 1891; utilisé comme ponton à Wilhelmshaven jusqu'en 1920                                 |
| Blücher   | Norddeutsche Schiffbau AG, Kiel | 20 mars 1877      | 21 décembre 1878 | Retiré du service en 1909 après une explosion interne; démoli à Rotterdam                                                  |
| Gneisenau | Kaiserliche Werft, Danzig       | 4 septembre 1879  | 3 octobre 1880   | Naufrage dans une tempête à quai à Málaga le 16 décembre 1900.                                                             |
| Moltke    | Kaiserliche Werft, Danzig       | 18 octobre 1877   | 16 avril 1878    | Retiré du service en 1911; renommé Acheron puis utilisé comme ponton pour les sous-marins jusqu'en 1918; mis au rebut 1920 |
| Stosch    | AG Vulkan, Stettin              | 8 octobre 1877    | 10 mars 1878     | Retiré du service et mis au rebut en 1907                                                                                  |
| Stein     | AG Vulkan, Stettin              | 14 septembre 1879 | 3 octobre 1880   | Utilisé comme ponton jusqu'en 1908; mis au rebut en 1920                                                                   |